# Claus Caesar
Claus Caesar (* 1967 in Wiesbaden) ist ein deutscher Dramaturg.

## Leben
Claus Caesar studierte Germanistik, Mittlere und Neuere Geschichte und Volkswirtschaftslehre an der Universität Hamburg und der Washington University in St. Louis in den Vereinigten Staaten. Nachdem er 1999 promovierte, ging er für zwei Jahre als Dramaturgieassistent ans Bayerische Staatsschauspiel nach München (Intendanz: Eberhard Witt). Zwischen 2001 und 2005 war er Dramaturg am Schauspiel Frankfurt (Intendanz: Elisabeth Schweeger) und wechselte dann bis 2009 ans Thalia Theater Hamburg unter der Intendanz von Ulrich Khuon. Mit Khuon ging er dann zur Spielzeit 2009/10 an das Deutsche Theater Berlin, wo er zur Spielzeit 2018/19 Chefdramaturg und stellvertretender Intendant wurde. In Berlin arbeitete er vermehrt mit dem Regieduo Tom Kühnel/Jürgen Kuttner und den Regisseuren Sebastian Hartmann, Dimiter Gotscheff, Stefan Pucher und Ivan Panteleev. 2019 saß er in der Jury des Literaturpreises „Text & Sprache“ des Kulturkreises der deutschen Wirtschaft.